# Infectés
Pour les articles homonymes, voir Carrier (homonymie).
Pour plus de détails, voir Fiche technique et Distribution.
Infectés (Carriers) est un film américain d'Àlex Pastor et David Pastor sorti en 2009.

## Synopsis
Le monde est en proie à une maladie virale mortelle. Aux États-Unis, un groupe de quatre jeunes font la route jusqu'en Californie pour vivre sur la côte, dans l'espoir d'être sauvés. Mais le voyage s'annonce long et les épreuves de plus en plus dures. Sur le chemin, de nombreux dangers feront leur apparition.

## Distribution
- Lou Taylor Pucci (VF : Brice Ournac) : Danny Green
- Chris Pine (VF : Emmanuel Garijo) : Brian Green
- Piper Perabo (VF : Dorothée Pousséo) : Bobby
- Emily VanCamp (VF : Chantal Macé) : Kate
- Christopher Meloni (VF : Jérôme Rebbot) : Frank Holloway
- Kiernan Shipka : Jodie Holloway
- Mark Moses (VF : Luc Bernard) : Docteur
- Ron McClary : Pasteur
- Josh Berry : Survivant #1
- Tim Janis : Survivant #2
- Dale Malley : Survivant #3
- Dylan Kenin : Tom
- LeAnne Lynch : Rose
- Jan Cunningham : Passager
- Mary Peterson : Laura Merkin

 Source et légende : version française (VF) sur RS Doublage